# Потери самолётов США над Северным Вьетнамом (август 1964—апрель 1965)
В данном списке перечислены американские самолёты, потерянные при выполнении боевых заданий над Северным Вьетнамом в ходе Вьетнамской войны в период с августа 1964 по апрель 1965 года. Приведены только потери, удовлетворяющие следующим условиям:
- потеря является безвозвратной, то есть самолёт уничтожен или списан из-за полученных повреждений;
- потеря понесена по боевым или небоевым причинам в регионе Юго-Восточной Азии (включая Северный Вьетнам, Южный Вьетнам, Лаос, Камбоджу, Таиланд, Японию, Китай) и связана с боевыми операциями против Северного Вьетнама (Демократической Республики Вьетнам);
- потерянный самолёт состоял на вооружении Военно-воздушных сил, Военно-морских сил, Корпуса морской пехоты или Армии Соединённых Штатов Америки;
- потеря произошла в период между 1 августа 1964 года и 30 апреля 1965 года.

Список составлен на основе открытых источников. Приведённая в нём информация может быть неполной или неточной, а также может не соответствовать официальным данным министерств обороны США и СРВ. Тем не менее, в нём перечислены почти все самолёты, члены экипажей которых погибли или попали в плен. Неполнота связана в основном с теми самолётами, члены экипажей которых были эвакуированы поисково-спасательными службами США, а также с самолётами, потерянными вне пределов Северного Вьетнама (в этом случае не всегда возможно определить, была ли потеря связана с операциями именно против этой страны).
Список не затрагивает потери американской авиации, понесённые в операциях против целей на территории Южного Вьетнама, Лаоса и Камбоджи. Список составлялся без использования данных монографии Кристофера Хобсона «Vietnam Air Losses».

## Краткая характеристика периода
5 августа 1964 года в ответ на события Тонкинского инцидента авиация ВМС США впервые нанесла бомбовый удар по территории Северного Вьетнама (операция Pierce Arrow).
7 и 10—11 февраля 1965 года авиация США нанесла второй и третий бомбовые удары по территории Северного Вьетнама в ответ на террористический акции Национального фронта освобождения Южного Вьетнама в Плейку и Куи-Ноне (операция Flaming Dart).
2 марта 1965 началась операция Rolling Thunder — продолжительная кампания воздушных бомбардировок Северного Вьетнама, преследовавшая ряд военно-политических целей. С 20-х чисел марта налёты приобрели регулярный характер. В этот период налётам подвергались только объекты в южных районах Северного Вьетнама. Северовьетнамской ПВО ещё не применялись зенитно-ракетные комплексы и истребительная авиация (за исключением двух вылетов на перехват 3—4 апреля).

## Потери
- 5 августа 1964 — A-4C «Скайхок» (номер 149578, 144-я штурмовая эскадрилья ВМС США). Сбит зенитным огнём во время налёта на военно-морскую базу Хонгай. Пилот Эверетт Альварез попал в плен.
- 5 августа 1964 — A-1H «Скайрейдер» (номер 139760, 145-я штурмовая эскадрилья ВМС США). Сбит зенитным огнём в районе Тханьхоа. Пилот погиб.
- 7 февраля 1965 — A-4E «Скайхок» (номер 150075, 155-я штурмовая эскадрилья). Подбит зенитным огнём в районе Донгхой, упал в воду после сброса бомб. Пилот погиб.
- 11 февраля 1965 — F-8D «Крусейдер» (номер 148633, 154-я истребительная эскадрилья ВМС США). Сбит зенитным огнём в районе Донгхой. Пилот попал в плен.
- 11 февраля 1965 — A-4C «Скайхок» (номер 149572, 153-я штурмовая эскадрилья). Сбит зенитным огнём. Пилот спасён.
- 2 марта 1965 — F-105D-25-RE «Тандерчиф» (сер. номер 62-4235, 67-я тактическая истребительная эскадрилья ВВС США). Подбит зенитным огнём в районе Сомбанг; упал на территории Таиланда. Пилот спасён.
- 2 марта 1965 — F-105D-30-RE «Тандерчиф» (сер. номер 62-4260, 67-я тактическая истребительная эскадрилья ВВС США). Подбит зенитным огнём в районе Сомбанг, упал на территории Лаоса. Пилот спасён.
- 2 марта 1965 — F-105D-25-RE «Тандерчиф» (сер. номер 61-0214, 67-я тактическая истребительная эскадрилья ВВС США). Сбит зенитным огнём в районе Сомбанг. Пилот спасён.
- 2 марта 1965 — F-100D «Супер Сейбр» (613-я тактическая истребительная эскадрилья ВВС США). Сбит зенитным огнём в районе Сомбанг. Пилот попал в плен.
- 2 марта 1965 — F-100D «Супер Сейбр» (ВВС США). Сбит зенитным огнём в районе Сомбанг. Пилот спасён.
- 15 марта 1965 — A-1H «Скайрейдер» (номер 135375, 95-я штурмовая эскадрилья ВМС США). Упал в Тонкинский залив, возвращаясь из боевого вылета. Пилот погиб.
- 22 марта 1965 — F-105D-25-RE «Тандерчиф» (сер. номер 62-4233, 67-я тактическая истребительная эскадрилья ВВС США). Подбит зенитным огнём в районе Винь-Сон и упал в Тонкинский залив. Пилот спасён.
- 26 марта 1965 — A-1H «Скайрейдер» (номер 139790, 215-я штурмовая эскадрилья ВМС США). Сбит зенитным огнём. Пилот спасён.
- 26 марта 1965 — F-8D «Крусейдер» (номер 148644, 154-я истребительная эскадрилья ВМС США). Сбит зенитным огнём. Пилот спасён.
- 26 марта 1965 — A-4E «Скайхок» (номер 150130, 212-я штурмовая эскадрилья ВМС США). Сбит зенитным огнём. Пилот спасён.
- 29 марта 1965 — A-4E «Скайхок» (номер 150078, 155-я штурмовая эскадрилья ВМС США). Сбит зенитным огнём в районе острова Лонг-Ви. Пилот спасён.
- 29 марта 1965 — F-8D «Крусейдер» (номер 148642, 154-я истребительная эскадрилья ВМС США). Сбит зенитным огнём в районе острова Лонг-Ви. Пилот спасён после двух суток пребывания в воде.
- 29 марта 1965 — F-8D «Крусейдер» (номер 148668, 154-я истребительная эскадрилья ВМС США). Подбит зенитным огнём в районе острова Лонг-Ви и упал в Тонкинский залив. Пилот погиб.
- 31 марта 1965 — A-1H «Скайрейдер» (номер 137584, 215-я штурмовая эскадрилья ВМС США). Сбит зенитным огнём над провинцией Куанг-Бинь. Пилот погиб.
- 3 апреля 1965 — A-4C «Скайхок» (номер 148557, 216-я штурмовая эскадрилья ВМС США). Сбит зенитным огнём в районе Тханьхоа. Пилот попал в плен.
- 3 апреля 1965 — F-100D «Супер Сейбр» (615-я тактическая истребительная эскадрилья ВВС США). Сбит зенитным огнём в районе Тханьзоа во время налёта на мост Хам-Ронг. Пилот погиб.
- 3 апреля 1965 — RF-101C «Вуду» (сер. номер 56-0075, 15-я  тактическая разведывательная эскадрилья ВВС США). Сбит зенитным огнём в районе Тхань-Хоа во время налёта на мост Хам-Ронг. Пилот попал в плен.
- 4 апреля 1965 — F-105D-25-RE «Тандерчиф» (сер. номер 62-4217, 67-я тактическая истребительная эскадрилья ВВС США). Сбит зенитным огнём в районе Тханьхоа во время налёта на мост Хам-Ронг. Пилот попал в плен.
- 4 апреля 1965 — F-105D-5-RE «Тандерчиф» (сер. номер 59-1754, 354-я тактическая истребительная эскадрилья ВВС США). Сбит истребителем МиГ-17 в районе Тханьхоа во время налёта на мост Хам-Ронг. Пилот погиб.
- 4 апреля 1965 — F-105D-6-RE «Тандерчиф» (сер. номер 59-1764, 354-я тактическая истребительная эскадрилья ВВС США). Сбит истребителем МиГ-17 в районе Тханьхоа во время налёта на мост Хам-Ронг. Пилот погиб.
- 4 апреля 1965 — A-1 «Скайрейдер» (ВВС США). Сбит огнём с земли и упал в Тонкинский залив в районе Тханьхоа. Пилот погиб.
- 7 апреля 1965 — A-4C «Скайхок» (номер 148317, 153-я штурмовая эскадрилья ВМС США). Сбит огнём с земли. Пилот погиб.
- 9 апреля 1965 — F-4B «Фантом» II (номер 151403, 96-я истребительная эскадрилья ВМС США). Потерян в воздушном бою с истребителями МиГ-17 ВВС Китая над Тонкинским заливом, возможно, стал жертвой «дружественного огня». Оба члена экипажа погибли.
- 19—20 апреля 1965 (ночь) — A-1H «Скайрейдер» (номер 139818, 215-я штурмовая эскадрилья ВМС США). Столкнулся с землёй в ночном вылете, вероятно, по небоевой причине. Пилот погиб.
- 20 апреля 1965 — A-4C «Скайхок» (номер 149507, 22-я штурмовая эскадрилья ВМС США). Потерян в ходе ночного вылета в районе Винь в результате детонации бомбовой нагрузки. Пилот попал в плен.
- 28 апреля 1965 — O-1A «Бёрд Дог» (ВВС США?). Причина потери неизвестна. Пилот попал в плен, где скончался в результате пыток.

## Общая статистика
По состоянию на 19 марта 2025 года в списке перечислены следующие потери:
| Самолёты          | # |
| A-1               | 6 |
| A-4               | 8 |
| F-4               | 1 |
| F-8               | 4 |
| F-100             | 3 |
| F-105             | 7 |
| RF-101C           | 1 |
| O-1               | 1 |
| Итого: 31 самолёт |   |

Эти данные не являются полными и могут меняться по мере дополнения списка.